# The Punisher: No Mercy
The Punisher: No Mercy es un juego de disparos en primera persona que fue lanzado en exclusiva el 2 de julio de 2009 en la tienda de PSN. El juego fue retirado de la PSN a partir de 2011.

## Jugabilidad
El juego es de disparos en primera persona basado en una arena, con cuatro escenarios disponibles en el lanzamiento, incluyendo Nueva York, los muelles y fábricas. El jugador es capaz de llevar tres armas a la vez para transmitir una sensación de realismo. El modo historia consiste en cuatro partidas jugadas en diferentes mapas con diferentes tipos de juego. Antes de jugar, los jugadores deben seleccionar un modo que le dará ventaja al jugador. El juego incluye multijugador local y juego en línea, que contiene combate a muerte, uno contra muchos y cooperativo. El jugador no es capaz de conducir vehículos. Hay un total de ocho personajes jugables, cada uno con sus propias habilidades únicas.  El modo de juego de un solo jugador incluye escenas de la historia con ilustraciones originales de Mike Deodato.

## Personajes
Jugables
- El Castigador
- Barracuda
- Cañonero
- Puzzle
- Marta Plateada
- Microchip
- Finn Cooley
- Jenny Cesare

No Jugables
- S.H.I.E.L.D.
  - Dum Dum Dugan
  - Nick Furia

## Recepción
Gamespot le otorgó a The Punisher: No Mercy 4.5 de diez, criticando la corta duración y la dificultad de desbloquear del juego. IGN le otorgó 4.2 sobre diez y dijo "The Punisher: No Mercy es un juego bastante malo en todo." La Revista Oficial de PlayStation del Reino Unido, sin embargo, galardonó al juego con un 7 sobre diez y dijo "Es definitivamente jugable, y un valor respetable a un centavo menos de siete libras." The Sixth Axis le dio al juego una crítica positiva, con una puntuación de 8/10.